# Bufo gundlachi
Bufo gundlachi (tên tiếng Anh: Saptito Matraca) là một loài cóc trong họ Bufonidae là loài đặc hữu của Cuba. Các môi trường sống tự nhiên của chúng là rừng khô nhiệt đới hoặc cận nhiệt đới, rừng ẩm nhiệt đới hoặc cận nhiệt đới đất thấp, thảo nguyên đất thấp nhiệt đới hoặc cận nhiệt đới, thảo nguyên đất thấp ẩm hoặc ngập nước nhiệt đới hoặc cận nhiệt đới, đầm nước ngọt gián đoạn, và vùng nhiều đá. Loài này đang bị đe dọa do mất nơi sống.